# Ketubá
Ketubá ou Ketubah (Hebraico: כְּתוּבָּה; "Coisa Escrita"; pl. ketubot)é o contrato matrimonial judaico, que tem sido parte integrante dos casamentos por aproximadamente dois milênios. 

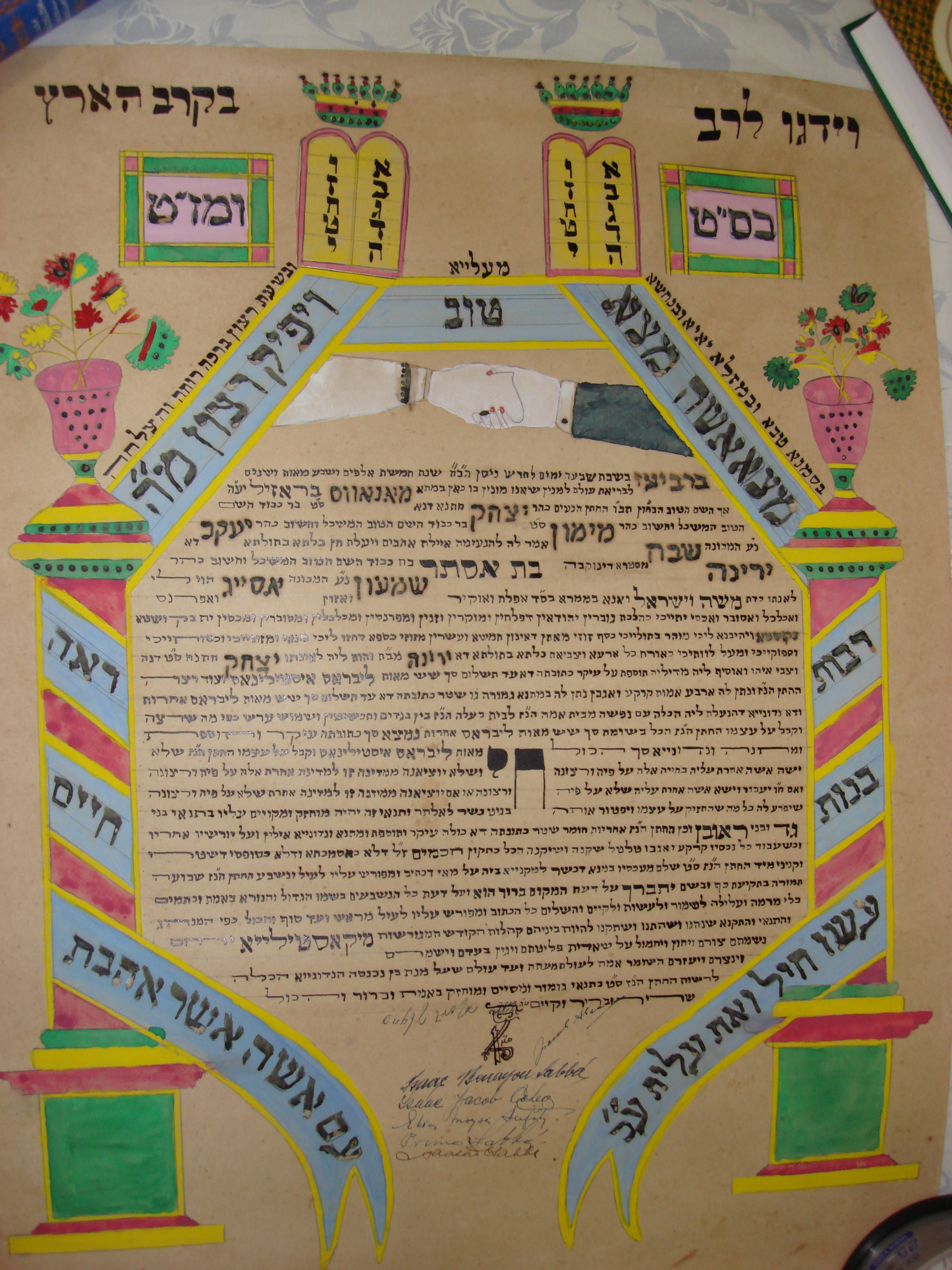
Ketubá de Isaac Benayon Sabbá e Irene (Assayag) Gonçalves Sabbá Casamento realizado em Manaus, em 1942.

Tradicionalmente, as Ketubot (plural de Ketubá) são escritas em aramaico - o idioma utilizado pelos judeus durante o período do exílio babilônico e mais tarde quando eles retornaram à terra de Israel - e definem as responsabilidades matrimoniais. Há também versões em hebraico, que podem ainda ser acompanhadas por texto em português. O Ketubá, um contrato de casamento descrito em hebraico e português, que estipula as responsabilidades mútuas entre marido e mulher. Nas sinagogas liberais, a noiva também assina esse contrato. A Ketubá torna-se propriedade pessoal da noiva